# Couepia exflexa
Couepia exflexa är en tvåhjärtbladig växtart som beskrevs av Fanshawe och Bassett Maguire. Couepia exflexa ingår i släktet Couepia och familjen Chrysobalanaceae. Inga underarter finns listade i Catalogue of Life.